# Gastrodes walleyi
Gastrodes walleyi är en insektsart som beskrevs av Robert L. Usinger 1938. Gastrodes walleyi ingår i släktet Gastrodes och familjen Rhyparochromidae. Inga underarter finns listade i Catalogue of Life.